# Alois Pachernegg

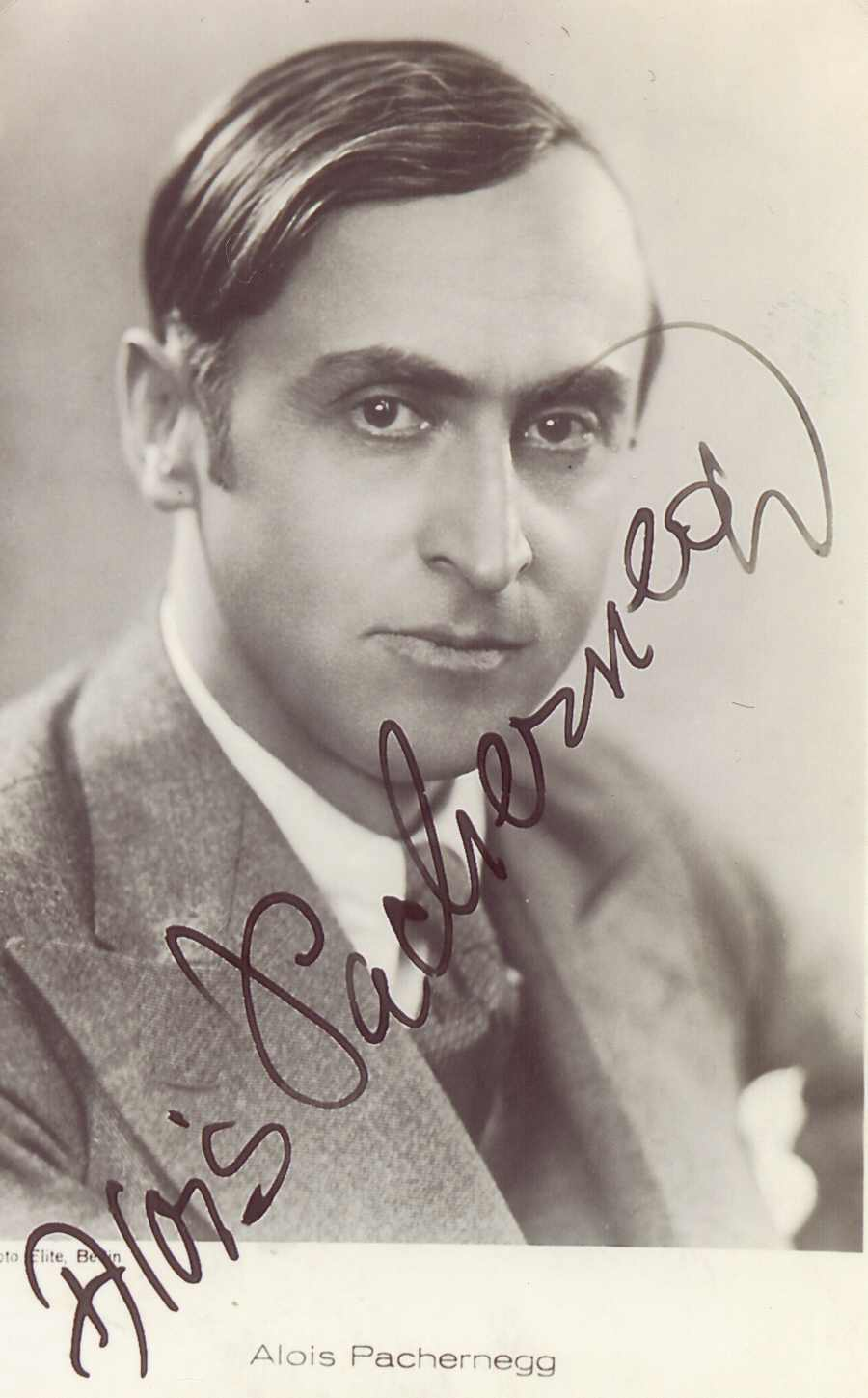
Autogrammkarte Alois Pachernegg

Alois Pachernegg (* 21. April 1892 in Irdning, Österreich-Ungarn; † 13. August 1964 in Wien; Pseudonym: Ali Pach) war ein österreichischer Dirigent und Komponist.

## Leben
In früher Jugend war Pachernegg Sängerknabe im Stift Admont. Von 1906 bis 1913 besuchte er die Schule des Musikvereins für Steiermark in Graz, wo er unter Roderich Mojsisovics von Mojsvár Violoncello, Klavier, Musiktheorie und Dirigieren studierte.
Pachernegg wirkte als Städtischer Musikdirektor in Leoben, bevor er 1927 nach Berlin ging, wo er Dirigent bei der Universum Film (UFA) und beim Rundfunk war. 1934 ging er als freischaffender Komponist nach Wien. Während der NS-Zeit gehörte Pachernegg zu den häufig gespielten Komponisten: „Seine Ouvertüren‚ Suiten und Tänze, wertvollstes Kunstgut auf dem Gebiete der unterhaltenden Musik, gehören seit Jahren zu den meistaufgeführten Werken dieser Gattung.“ Er stand 1944 in der Gottbegnadeten-Liste des Reichsministeriums für Volksaufklärung und Propaganda.
Nach Ende des Zweiten Weltkrieges wurde er zum Dirigent des Großen Unterhaltungsorchesters des Österreichischen Rundfunks in Wien berufen.

## Werke
- Unter Dampf! Ein Zug fährt vorüber
- Drei ländliche Fragmente (Suite)
- Grinzinger Galopp
- Tarantella
- Wiener Zuckerl
- Hirtenmusik, op. 33
- Der Kobold: lustige Ouvertüre, op. 39 (1936)
- Ländlerische Tänze (1939)
- Italienische Komödien Ouvertüre
- Drei Ennstaler Menuette für Flöte, Klarinette und Fagott
- Pusztastimmung: drei ungarische Tänze
- Deutsches Barock: eine Suite für kleines Orchester, frei nach alten Meistern
- Csardas
- Jagd-Ouvertüre; Es klingt der Wald...